# 그렉 애플린

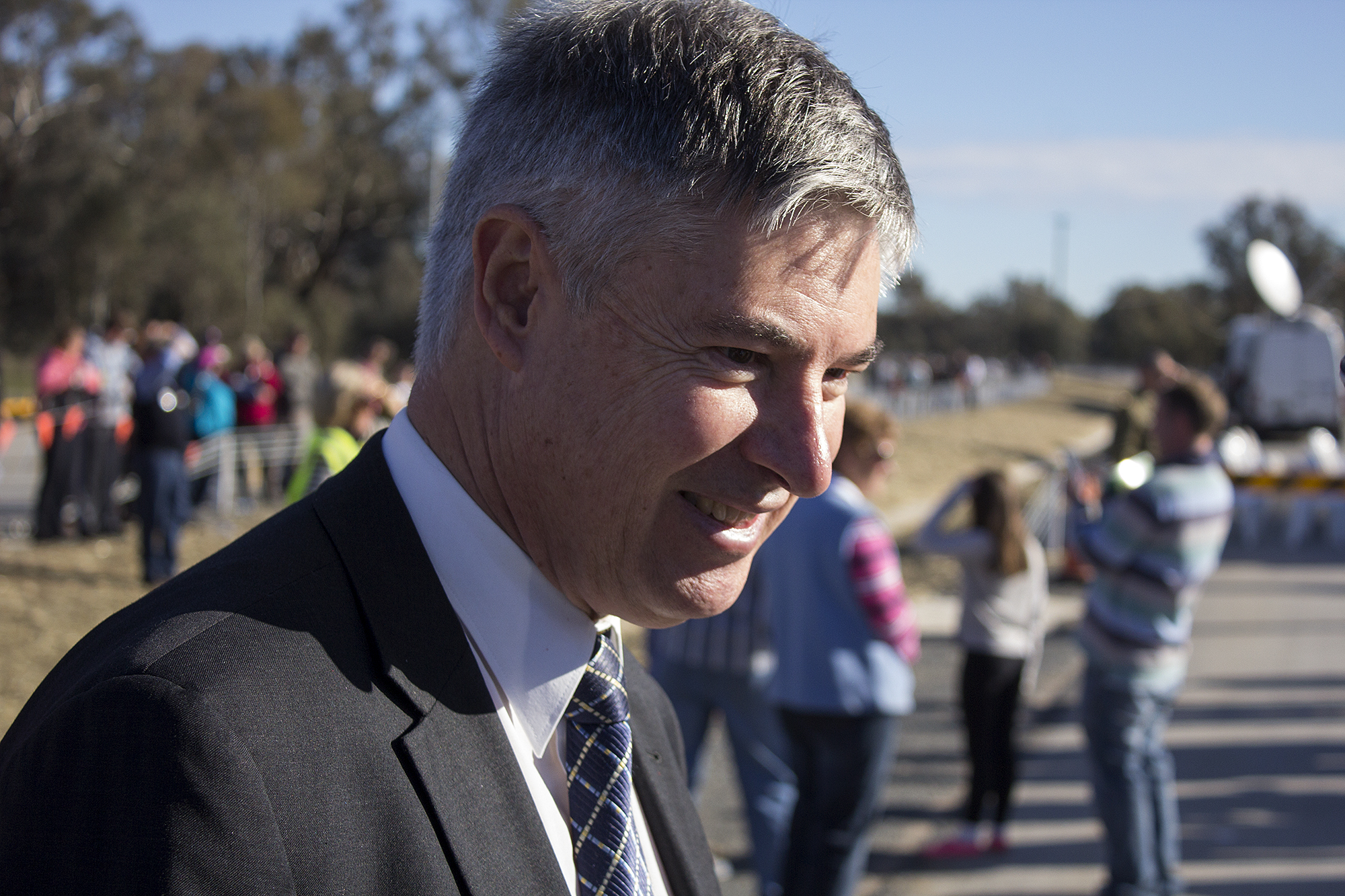

그레고리 존 애플린 (1952년 10월 9일 ~ )은 오스트레일리아의 정치인으로, 뉴사우스웨일스주 의회에서 자유당 소속 의원으로 알버리 지역구를 대표하여 2003년에서 2019년까지 활동하였다.

## 생애
애플린은 1952년 10월 9일 북로디지아, 현 잠비아에서 태어났다. 그는 케이프타운 대학교에서 문학 학사 학위를 취득하였다. 그는 당시 로디지아 외교부에서 근무하였는데, 그 이후 1975년에서 1977년까지 대영제국 남아프리카 경찰로 복무하여 공로 훈장을 수여받았다. 복무 기간을 마치고 외교부로 돌아간 애플린은 시드니로 3년 동안 파견되었다. 애플린은 1980년 5월 무가베 정부의 출범 직전까지 시드니 주재 로디지아 정보국장 권한대행으로 근무하였다. 1980년, 애플린은 새롭게 독립한 짐바브웨로 돌아와 지역 발전과 국빈 방문을 주선하는 업무를 도맡아 하였다.
그렉 애플린은 1975년 그의 아내 질에게 결혼하였으며 슬하에 4명의 자녀를 두었다. 애플린은 로터리 인터내셔널 회원이며, 미화 1,000 달러 이상을 기부하는 회원에게 주어지는 폴 해리스 펠로우쉽을 수여받았다.

## 텔레비전
애플린은 1981년 오스트레일리아로 이주하면서 텔레비전 업계에서 일하기 시작하였다. 그는 울런공, 오렌지, 그리고 올버리 등지에서 프라임 텔리비전과 AMV-4 채널에서 방송국 매니저로 13년 이상을 근무하였다. 그는 한 프로그램의 총괄 프로듀서로 로기상을 수상한 이력이 있다. 2001년 당시 오스트레일리아의 지역 방송국들이 중앙 일원화되면서, 애플린은 올버리와 와가와가에서 뉴사우스웨일스 대학교 농촌보건대학원 소속 행정직으로 근무하였다. 이듬해 그는 당시 수잔 리 (패러 선거구) 의원실 소속 연구원 겸 언론고문이 되었다.

## 정치 경력
당시 이안 글라찬 의원이 은퇴를 선언하면서, 애플린이 2003년 뉴사우스웨일스주 총선에 출마할 자유당 의원 후보로 지정되었다. 그는 선호도 조사에서 16,826표를 득표하면서, 무소속이였던 클레어 더글라스 (당시 올버리 시의원)의 8,595표를 훌쩍 넘어섰다. 당시 이외에도 2명의 올버리 시의원이 출마하였는데, 올림픽 선수였던 롭 발라드가 5,267표, 노동당 후보 니코 매튜스가 4,710표를 득표하며 각각 3위, 4위로 밀려났다.
애플린은 의원으로 당선된지 2달 후 공공 문제 위원회 산하 천연자연관리 상임위원회 의원으로 임명되었으며, "오스트레일리아를 아름답게 보전하자" (Keep Australia Beautiful) 캠페인의 의회 대사로 위촉되었다. 그는 2005년 10월에 공공회계위원회에 임명되었다. 2006년 10월에 피터 데브남 당시 야당 대표가 애플린을 주택부 장관의 야당 대변인으로 위촉하였다. 애플린은 이후 2007년, 2011년 뉴사우스웨일스주 총선에서 재선하였다. 2011년 총선에 앞서, 애플린은 당시 야당 대표 배리 오패럴의 정신건강과 원주민 문제에 대한 여당 대응 포트폴리오를 주관한 바 있다. 그러나, 애플린은 이후 오패럴 장관실에 합류하지 못했고, 마이크 베어드와 글래디스 베레지클리언 당정 아래 평의원으로 머물렀다. 그는 2019년 뉴사우스웨일스주 총선에서 은퇴하였다.